# Campodimele

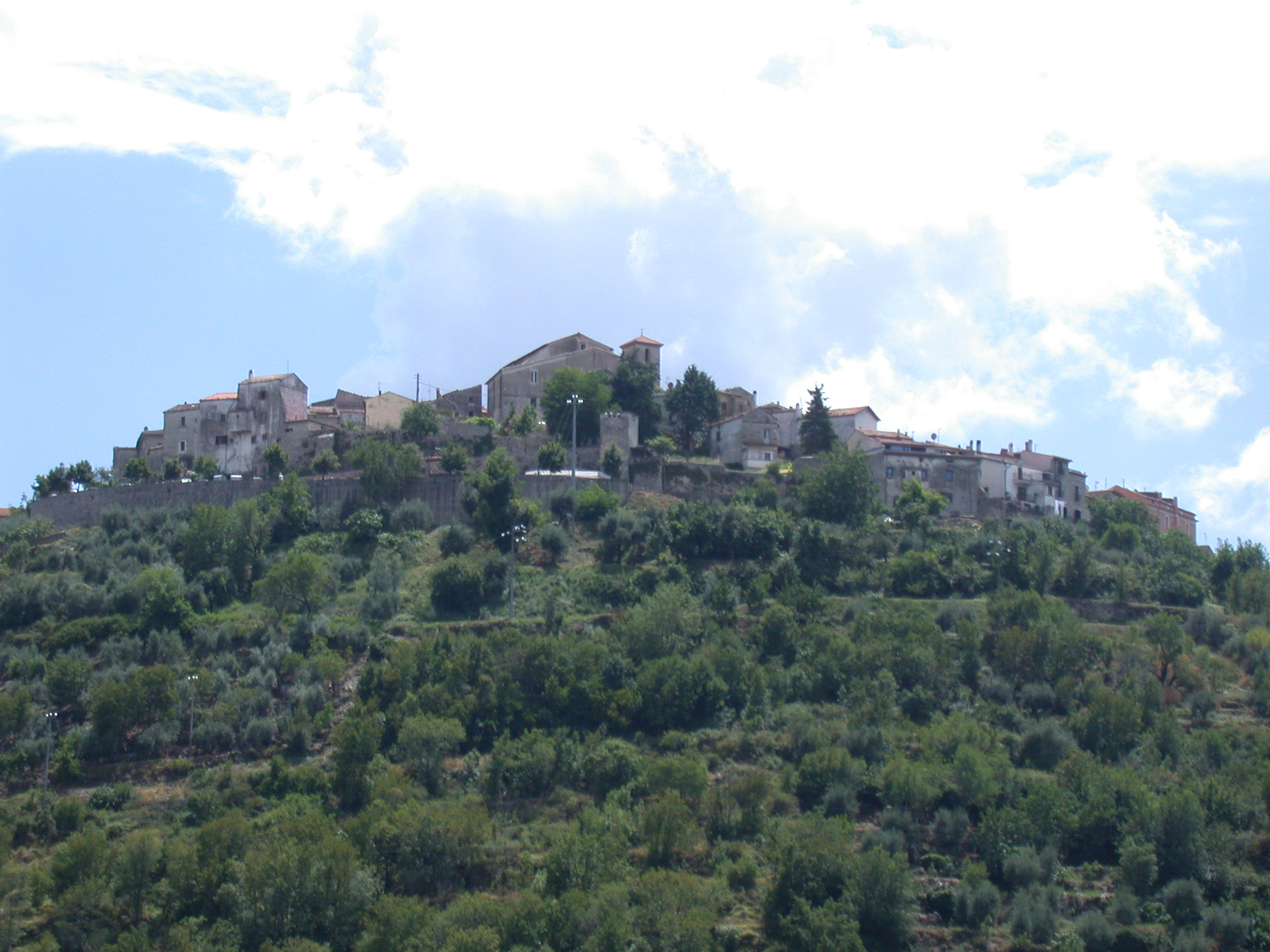
Campodimele

Campodimele is een gemeente in de Italiaanse provincie Latina (regio Latium) en telt 703 inwoners (31-12-2004). De oppervlakte bedraagt 38,2 km², de bevolkingsdichtheid is 19 inwoners per km².

## Demografie
Campodimele telt ongeveer 263 huishoudens. Het aantal inwoners daalde in de periode 1991-2001 met 3,8% volgens cijfers uit de tienjaarlijkse volkstellingen van ISTAT.
Het dorp staat bekend om de lang levende inwoners die gemiddeld een leeftijd van 95 jaar bereiken.
| Jaar | Inwoneraantal |
| ---- | ------------- |
| 1991 | 762           |
| 2001 | 733           |

## Geografie
De gemeente ligt op ongeveer 647 m boven zeeniveau.
Campodimele grenst aan de volgende gemeenten: Esperia (FR), Fondi, Itri, Lenola, Pico (FR), Pontecorvo (FR).